# ژانگ یینگژو
ژانگ یینگژو (انگلیسی: Zhang Yingzhou؛ زادهٔ ۵ مارس ۱۹۶۲) تیرانداز اهل چین بود. وی در بازی‌های المپیک تابستانی ۱۹۸۸ و ۱۹۹۲ حضور داشته‌است.